# Trois Dames
Vous pouvez aider à l'améliorer ou bien discuter des problèmes sur sa page de discussion.
- Il ne cite pas suffisamment ses sources. Vous pouvez indiquer les passages à sourcer avec {{référence nécessaire}} ou {{Référence souhaitée}}, et inclure les références utiles en les liant aux notes de bas de page. (Marqué depuis octobre 2012)
- Il contient une ou plusieurs listes. Le texte gagnerait à être rédigé sous la forme d’un ou plusieurs paragraphes synthétiques, afin d’être plus agréable à lire. (Marqué depuis mai 2021)

- Archive Wikiwix
- Bing
- Cairn
- DuckDuckGo
- E. Universalis
- Gallica
- Google
- G. Books
- G. News
- G. Scholar
- Persée
- Qwant
- (zh) Baidu
- (ru) Yandex
- (wd) trouver des œuvres sur Wikidata

La Brasserie Trois Dames est une brasserie artisanale suisse, se trouvant à Sainte-Croix dans le canton de Vaud. 

## Les différentes bières

### Les classiques
- Rivale, 4.8 %, une bière rousse
- La Fraicheur, 4.8 %, une bière au froment, avec un goût d'agrumes
- Pacifique, 5.0 %, une pale ale utilisant du houblon nord-américain
- La Voisine – Ale Blonde locale, 5.5 %, une bière blonde

### Les spéciales
- IPA, 6.3 %
- Black Stout, 5.2 %
- India Brown Ale, 6.0 %, une bière brun-noir
- Bise Noire, 7.2 %, une bière noire

### Les limitées
- Espresso Stout, 7.2 %
- Saison Houblon